# Ławeczki Chopina
Ławeczki Chopina – zespół 15 pomników w formie ławeczek w Warszawie upamiętniający Fryderyka Chopina.

## Lokalizacja
W 2009 w Warszawie ustawiono 15 ławeczek w miejscach związanych z kompozytorem:
- Plac Krasińskich
- Ulica Miodowa
- Ulica Kozia
- Konserwatorium Muzyczne
- Pałac Wesslów
- Pałac Radziwiłłów
- Pałac Saski
- Ogród Saski
- Kościół Wizytek
- Pałac Kazimierzowski
- Pałac Czapskich
- Kościół Świętego Krzyża
- Pałac Zamoyskich
- Zamek Ostrogskich
- Pomnik Fryderyka Chopina w Łazienkach